# Joseph Spence
Joseph Spence (Andros, Bahamas; 3 de agosto de 1910-Nasáu;18 de marzo de 1984) fue un guitarrista y cantante bahameño. Es conocido por sus vocalizaciones y tarareos, así como por su estilo autodidacta de tocar la guitarra. Varios artistas, incluidos Taj Mahal, Grateful Dead, Ry Cooder, así como el guitarrista británico John Renbourn, fueron influenciados y han grabado covers de sus arreglos de góspel y canciones bahameñas.

## Biografía
Spence fue hijo de un pastor y comenzó a tocar la guitarra cuando era adolescente, interpretando en la banda de su tío abuelo Tony Spence. Después de dejar la escuela, trabajó como pescador de esponjas, albañil y carpintero, y también como cortador de cultivos en Estados Unidos.
Las primeras grabaciones de Spence fueron realizadas en su porche por el musicólogo Samuel Charters en 1958. Charters inicialmente pensó que la guitarra de Spence eran dos guitarristas en duelo. Estas grabaciones fueron lanzadas por Folkways Records en el álbum Music of the Bahamas Volume One en 1959.
Durante los años sesenta, varios musicólogos grabaron las canciones de Spence, entre ellas Fritz Richmond, Jody Stecher y Peter Siegel, quienes publicaron sus grabaciones en álbumes como Happy All the Time y The Real Bahamas, este último en conjunto con Edith y Raymond Pinder y su hija Geneva, que fueron después lanzados en Nonesuch Records. Estas pistas incluyeron la canción de Spence «I Bid You Goodnight», que fue versionada por Grateful Dead. Estas grabaciones le dieron cierto reconocimiento y Spence realizó una gira por Estados Unidos, donde también hizo grabaciones en Nueva York en 1965. Spence lanzó su tercer álbum, Good Morning Mr. Walker, en 1972. Interpret̟ó varias veces más en Norteamérica durante la década de 1970 y un segundo volumen de The Real Bahamas fue lanzado en 1978.
Murió el 18 de marzo de 1984, a los 73 años, en Nasáu, Bahamas.

## Estilo musical y legado
El repertorio de Spence abarcó géneros como calipso, blues, música folclórica y góspel. Tocaba una guitarra acústica de cuerdas de acero, y casi todas sus canciones empleaban acompañamiento de guitarra en una afinación de drop D. Su interpretación incluía líneas de bajo en movimiento, voces interiores y un ritmo de conducción que enfatizó con el golpeteo de los pies. A esta mezcla le agregó influencias del blues y ritmos de calipso. En 2021 el crítico Robert Christgau lo describió como «un estilista sui géneris de las Indias Occidentales cuyo acento amigable, tarareos, gruñidos, adornos hechos gárgaras y punteo ahora agudo ahora bajo lo hacen tan irresistible como cualquier ícono del blues de este lado de John Hurt». Mark Humphrey de Allmusic lo denominó «el Thelonious Monk de la guitarra folclórica».
Después de su muerte en 1984, un álbum tributo de caridad, Out on the Rolling Sea, fue lanzado por el sello Green Linnet e incluyó las participaciones de músicos como Henry Kaiser, Taj Mahal y Martin Carthy. Los músicos bahameños KB y Fred Ferguson le rindieron homenaje en su canción «Riddim and Rhyme». La grabación de Spence de «That Glad Reunion Day» se usó en la película de 2003 Mar abierto. La interpretación de Spence de «Santa Claus Is Coming to Town» de 1980 ha perdurado como canción navideña. Escribiendo en Chicago Reader, el crítico musical Peter Margasak describe cómo Spence «obviamente olvidó o nunca supo la letra de la canción, por lo que escupe toscamente un montón de desatinos, en el momento perfecto», describiéndola como «una interpretación para las épocas».

## Discografía

### Álbumes
- 1959: Music of the Bahamas Volume One: Bahamian Folk Guitar, Folkways Records FS 3844
- 1964: Happy All the Time, Elektra Records EKL-273, Carthage Records CGLP 4419 (Reedición de CD, 1985), Hannibal Records HNCD 4419 (Reedición de CD, 2003)
- 1972: Joseph Spence: Bahamian Guitarist, "Good Morning Mr. Walker", Arhoolie Records 1061, Arhoolie CD 349 (Reedición de CD, 1990)
- 1980: Living on the Hallelujah Side, Rounder Records CD 2021
- 1990: Glory, Rounder CD 2096
- 1992: The Complete Folkways Recordings, 1958, Smithsonian Folkways CD SF 40066
- 1995: The Spring of Sixty-Five, Rounder CD 2114

### Aparición en compilaciones
- 1964: Folk Guitar, Bahaman Ballads and Rhyming Spirituals, Folkways Records FW03847
- 1966: Explorer Series: The Bahamas – The Real Bahamas, Nonesuch Explorer Series 79725-2
- 1978: Explorer Series: The Bahamas – The Real Bahamas, Vol. 2, Nonesuch Explorer Series 79733-2
- 1995: Kneelin' Down Inside the Gate: The Great Rhyming Singers of the Bahamas, Rounder CD 5035
- 1997: The Bahamas: Islands of Song, Smithsonian Folkways SFW40405
- 2006: Friends of Old Time Music: The Folk Arrival 1961–1965, Smithsonian Folkways SFW40160